# UFC 256
UFC 256: Figueiredo vs. Moreno foi um evento de MMA produzido pelo Ultimate Fighting Championship no dia 12 de dezembro de 2020, no UFC Apex, em Las Vegas, Nevada.

## Background
Uma luta pelo cinturão meio-médio do UFC entre Kamaru Usman e Gilbert Burns era esperada para servir como luta principal da noite. Ambos eram esperados para se enfrentar no UFC 251. Entretanto, Burns teve que se retirar da luta após testar positivo para COVID-19. Com isso, Usman enfrentou Jorge Masvidal nesse evento.
Embora não oficializado pela organização, uma luta pelo cinturão peso pena feminino entre Amanda Nunes e Megan Anderson foi marcada para este evento. Entretanto, foi anunciado que Nunes havia se lesionado e a luta havia sido adiada para 2021.
Uma luta pelo cinturão peso galo entre Petr Yan e Aljamain Sterling era esperada para servir como luta co-principal. Entretanto, Yan teve que se retirar da luta por motivos não revelados.
Uma revanche no peso médio entre Omari Akhmedov e Marvin Vettori foi brevemente ligada à este evento. Ambos haviam se enfrentando em 2017, quando a luta terminou empatada. Em 13 de outubro, Akhmedov teve que se retirar da luta e foi subssubstituído por por Ronaldo Souza.
Uma luta no peso pena entre Billy Quarantillo e Gavin Tucker é esperada para ocorrer neste evento.
Renato Moicano e Rafael Fiziev eram esperados para se enfrentarem no UFC on ESPN: Blaydes vs. Lewis. Entretanto, Moicano testou positivo para COVID-19 e a luta foi adiada para este evento.

## Card oficial
Nota 1 Pelo Cinturão Peso Mosca do UFC. 

## Bônus da Noite
Os lutadores receberam US$50.000 de bônus:
- Luta da Noite:  Deiveson Figueiredo vs.  Brandon Moreno
- Performance da Noite:  Kevin Holland e  Rafael Fiziev